# Ti voglio bene Eugenio
Pour plus de détails, voir Fiche technique et Distribution.
Ti voglio bene Eugenio est un film dramatique italien réalisé par Francisco José Fernandez et sorti en 2002.

## Synopsis
Un homme trisomique est aimé par deux jeunes filles, dont l'une meurt parce qu'elle est malade depuis un certain temps et l'autre part, pour ne revenir que dans la quarantaine. Tous deux redécouvrent leurs souvenirs et leur amour.

## Fiche technique
- Titre original : Ti voglio bene Eugenio[1] (litt. « Je t'aime, Eugenio »)
- Réalisation : Francisco José Fernandez
- Scénario : Francisco José Fernandez, Stefano Pomilia (it)
- Photographie : Luciano Tovoli
- Montage : Francesco Malvestito
- Musique : Silvio Amato (it), Umberto Smaila
- Décors : Giuseppe Grasso
- Costumes : Enrica Barbano (it)
- Production : Giovanni Schettini
- Sociétés de production : Arcipelago Cinematografica
- Pays de production :  Italie
- Langue originale : italien
- Format : couleurs - son stéréo - 35 mm
- Durée : 95 minutes
- Genre : Drame
- Dates de sortie : 
  - Italie : 18 janvier 2002

## Distribution
- Giancarlo Giannini : Eugenio
- Giuliana De Sio : Elena
- Arnoldo Foà : Prof. Bonelli
- Jacques Perrin : Federico
- Chiara de Bonis : Laura / Elena adolescente
- Giada Colonna : Cristina adolescente
- Riccardo Garrone (acteur) : Maréchal
- Aurora Cancian : Bénévole à la clinique
- Maria Petrova : Patrizia

## Production
Le film est tourné dans les Pouilles, plus précisément dans la ville de Foggia. On peut reconnaître les jardins et le portique de la Villa Comunale, le dôme de l'aqueduc des Pouilles (it). Un autre lieu de tournage est Lucera.